# Función linearítmica
En ciencias de la computación una función linearítmica, es aquella de la forma n · log n. Es decir el producto entre una función lineal y una logarítmica.
En términos de complejidad algorítmica, la función linearítmica crece más rápido que la función lineal, pero más lentamente que la función cuadrática.

## Propiedades
La suma para todos los enteros mayores o iguales a 2, del recíproco de la función linearítmica diverge.

{\displaystyle \lim _{k\rightarrow \infty }\sum _{n=2}^{k}{\frac {1}{n\cdot \log n}}=\infty }